# Diaphana
Diaphana is een geslacht van weekdieren uit de klasse van de Gastropoda (slakken).

## Soorten
- Diaphana abyssalis Schiøtte, 1998
- Diaphana anderssoni (Strebel, 1908)
- Diaphana brazieri Angas, 1877
- Diaphana californica Dall, 1919
- Diaphana caribaea Espinosa, Ortea & Fernández-Garcés, 2001
- Diaphana cretica (Forbes, 1844)
- Diaphana flava (Watson, 1897)
- Diaphana glacialis Odhner, 1907
- Diaphana globosa (Lovén, 1846)
- Diaphana haini Linse & Schiøtte, 2002
- Diaphana hiemalis (Couthouy, 1839)
- Diaphana inflata (Strebel, 1908)
- Diaphana lactea (Jeffreys, 1877)
- Diaphana makarovi Gorbunov, 1946
- Diaphana marshalli (Sykes, 1904)
- Diaphana mauretaniensis Schiøtte, 1998
- Diaphana minuta T. Brown, 1827 = Glashoren
- Diaphana pacifica Schiøtte, 1998
- Diaphana paessleri (Strebel, 1905)
- Diaphana pfefferi (Strebel, 1908)
- Diaphana tasmanica (Beddome, 1883)